# Gerrit Hesman
Gerrit Jansz. Hesman (gedoopt 8 september 1661 te Dokkum, overl. ca. 1715 aldaar) was een Nederlands schrijver die in de stad Dokkum leefde en werkte. 

## Biografie
Hesman was een zoon van Jan Harmens Hesman en Antie Gerrits. Jan Harmens was afkomstig uit Arnhem en werd in 1661 aangenomen als burger van Dokkum. Gerrit Hesman trouwde in 1702 met Baukje Snip, wier vader onder meer vroedsman en burgemeester van Dokkum was. Na haar overlijden hertrouwde Hesman met Antie Jacobs. Evenals zijn vader was Gerrit verver van beroep. Hesman werd nog vermeld op 1 mei 1715 maar hij zal zijn overleden voor 1 mei 1716 daar zijn weduwe op die dag hertrouwde. Zijn belangrijkste werken zijn de Kroniek over Dokkum t/m 1711, een werk dat twee delen beslaat en waarvan het manuscript na zijn overlijden is gepubliceerd, en zijn wapen- en vlaggenboek (1708), waarin hij wapens en vlaggen van steden en heerlijkheden en van belangrijke families en personen beschrijft. Deze worden door historici betrouwbaar geacht. Daarnaast schreef hij onder andere literaire werken van christelijke aard, die weinig waardering vonden. 

## Afbeeldingen
Enkele voorbeelden van Hesmans' werk.

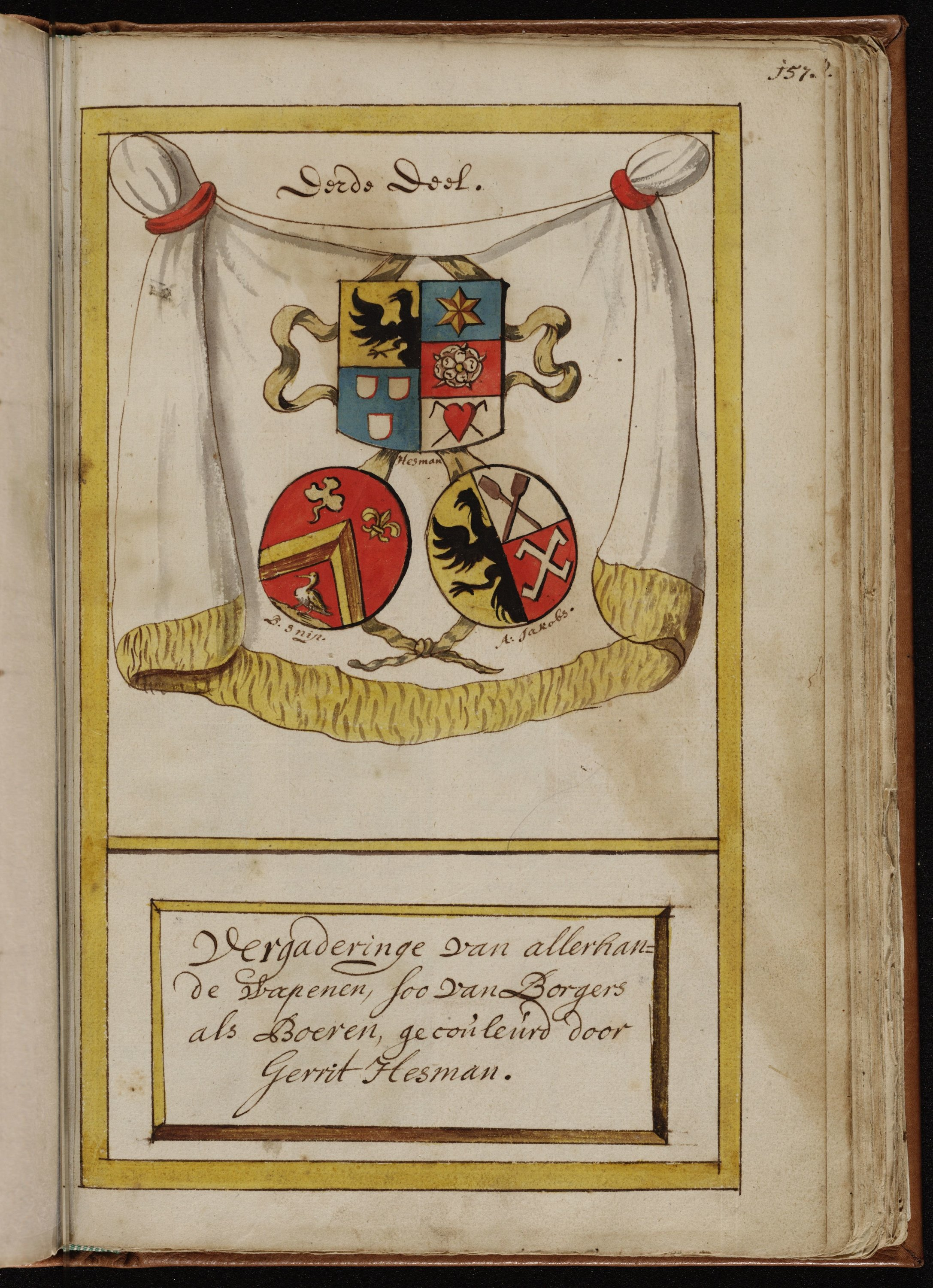
De wapens van Gerrit Hesman zelf, zijn eerste vrouw Baukje Snip en zijn tweede vrouw Antie Jacobs.
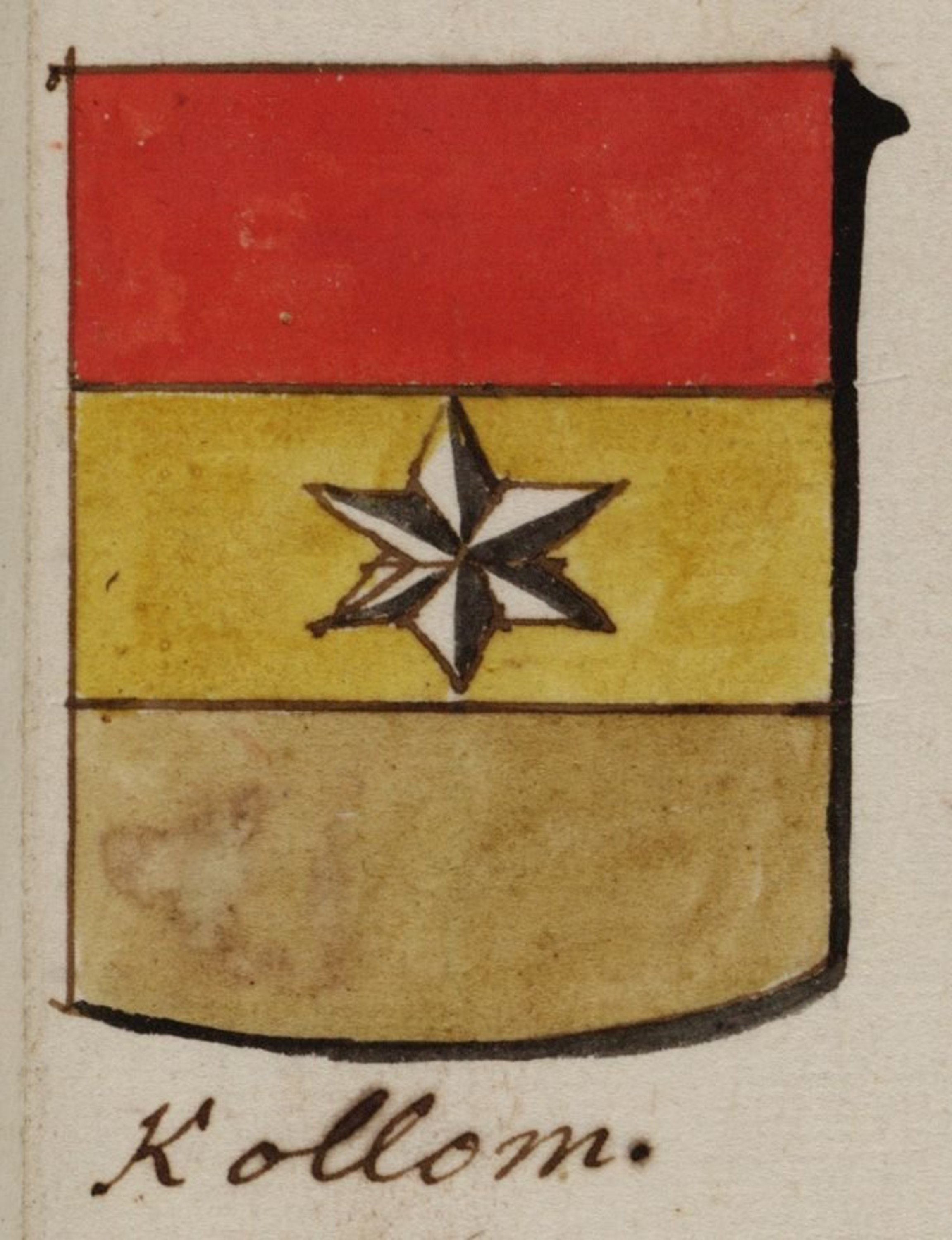
Wapen van Kollummerland en Niewkruisland (abusievelijk afgekort tot Kollum)
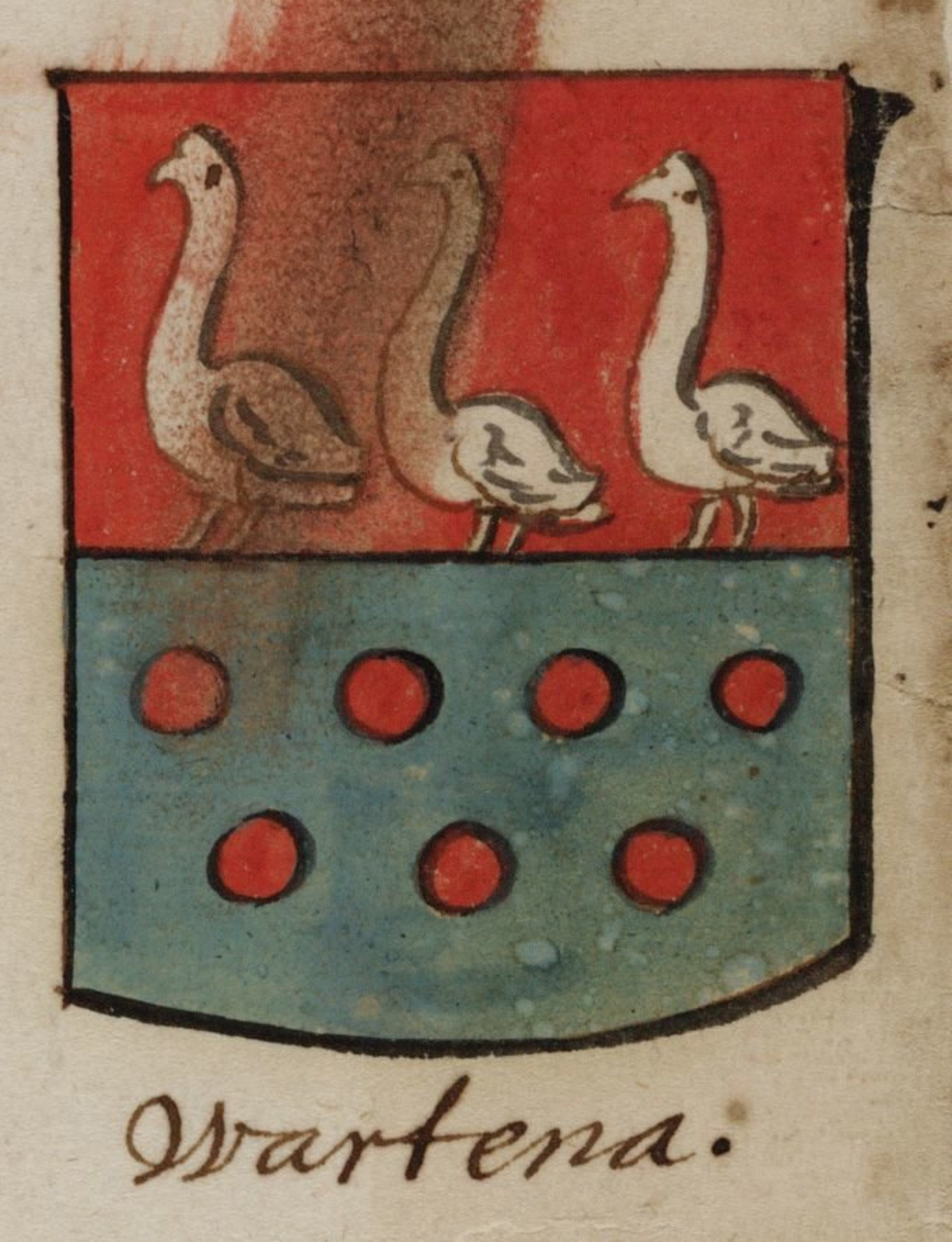
Wapen van Wartena
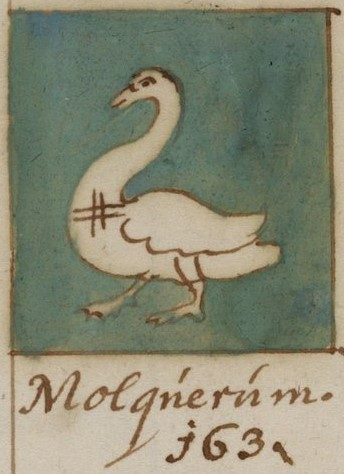
Vlag van Molkwerum

- Biografisch Portaal: 85841908
- Digitale Bibliotheek voor de Nederlandse Letteren: hesm001
- International Standard Name Identifier: 0000 0003 9067 9303
- Virtual International Authority File: 284391480